# Jacynta Galabadaarachchi
Jacynta Galabadaarachchi (2001. június 6. –) ausztrál női korosztályos válogatott labdarúgó. A Celtic támadója.

## Pályafutása
Ötévesen kezdett focizni, miután látta testvére egyik mérkőzését. Az angol Manchester United már kilenc évesen felvette vele a kapcsolatot, azonban mégis a rivális Manchester City akadémiáján töltött nyolc hetet.

### Klubcsapatokban

#### A kezdetek
2016 októberében 15 évesen szerződött a Melbourne Cityhez, ahol öt mérkőzésen segítette csapatát a bajnoki címhez. Melbourne-ben azonban nem sikerült állandó játéklehetőséghez jutnia, így Angliában több csapatnál is szerencsét próbált, de fiatal kora miatt profi szerződést nem tudott kötni egyik érdeklődőjével sem.
A 2018–19-es szezonban négy meccsen lépett pályára a Perth Glory színeiben, majd a West Ham United ajánlatát elfogadva vált profi játékossá.
2020 szeptemberében aláírt az olasz bajnokságban szereplő Napoli gárdájához, azonban az olasz klubnál kevés játéklehetőséget kapott, így újra a szigetországba, a skót Celtichez szerződött.

#### Celtic
Első szezonjában a Keltáknál 22 meccsen 5 találatot ért el, emellett a skót kupát és a ligakupát is megnyerte csapatával. A szezon végén pedig az Év fiatal játékosává választották.
A 2022–23-as szezont mesterhármassal kezdte és már az 1. percben betalált az idénynyitón, melyet még két góllal egészített ki a 9–0 arányban megnyert Hibernian elleni meccsen.

### A válogatottban
2016 augusztusában részt vett az U16-os Ázsia-bajnokság selejtezőin az U17-es ausztrál válogatott színeiben és öt mérkőzésen hat gólt termelt. Az egy évvel később rendezett kontinensviadalon mindhárom mérkőzésen pályára lépett, de válogatottjával együtt a csoportmérkőzéseken búcsúzott a további küzdelmektől.

## Sikerei

### Klubcsapatokban
Ausztrál rájátszás (W-League Grand Final) győztes (1):
- Melbourne City (1): 2016–17

 Skót kupagyőztes (1):
- Celtic (1): 2022[11]

 Skót ligakupa-győztes (1):
- Celtic (1): 2021–22[12]

### Egyéni
- Az év fiatal játékosa (PFA) (1): 2021–22[13][14]

## Magánélete
Édesapja srí lankai származású, nagyszülei révén pedig olasz állampolgársággal is rendelkezik.